# Arouca (Portugalia)
Arouca – miejscowość w Portugalii, leżąca w dystrykcie Aveiro, w regionie Północ, w Zespole Metropolitalnym Porto. Miejscowość jest siedzibą gminy o tej samej nazwie.

## Demografia
| Liczba ludności gminy Arouca (1801–2011) | Liczba ludności gminy Arouca (1801–2011) | Liczba ludności gminy Arouca (1801–2011) | Liczba ludności gminy Arouca (1801–2011) | Liczba ludności gminy Arouca (1801–2011) | Liczba ludności gminy Arouca (1801–2011) | Liczba ludności gminy Arouca (1801–2011) | Liczba ludności gminy Arouca (1801–2011) | Liczba ludności gminy Arouca (1801–2011) | Liczba ludności gminy Arouca (1801–2011) |
| ---------------------------------------- | ---------------------------------------- | ---------------------------------------- | ---------------------------------------- | ---------------------------------------- | ---------------------------------------- | ---------------------------------------- | ---------------------------------------- | ---------------------------------------- | ---------------------------------------- |
| 1801                                     | 1849                                     | 1900                                     | 1930                                     | 1960                                     | 1981                                     | 1991                                     | 2001                                     | 2004                                     | 2011                                     |
| 7072                                     | 11 111                                   | 16 671                                   | 21 433                                   | 26 378                                   | 23 896                                   | 23 894                                   | 24 227                                   | 24 019                                   | 22 359                                   |

## Sołectwa
Sołectwa gminy Arouca (ludność wg stanu na 2011 r.):
- Albergaria da Serra – 105 osób
- Alvarenga – 1223 osoby
- Arouca – 3185 osób
- Burgo – 1993 osoby
- Cabreiros – 126 osób
- Canelas – 801 osób
- Chave – 1253 osoby
- Covelo de Paivô – 103 osoby
- Escariz – 2222 osoby
- Espiunca – 382 osoby
- Fermedo – 1340 osób
- Janarde – 119 osób
- Mansores – 1081 osób
- Moldes – 1257 osób
- Rossas – 1599 osób
- Santa Eulália – 2253 osoby
- São Miguel do Mato – 598 osób
- Tropeço – 1150 osób
- Urrô – 1029 osób
- Várzea – 540 osób

## Współpraca
- Santos, Brazylia
- Poligny, Francja